# Caribbean All Stars Football Club
O Caribbean All Stars Football Club é um clube de futebol de Anguilla.
Tem quatro participações registradas pelo campeonato nacional, sendo a primeira na temporada 1998–99, em que ficou na 6ª colocação. Repetiu a campanha na temporada 2000–01, mas desceu para 5º na temporada seguinte. Na temporada 2002–03 participou da Soccerama e não foi mais que coadjuvante. O desempenho na equipe na liga nesse ano é desconhecido.